# Spaarnestadconcert
Het Spaarnestadconcert, voorheen Spaarneconcert. is sinds 2016 een jaarlijks terugkerend evenement in de binnenstad van Haarlem. Het concert vindt plaats in de maand juli. Het evenement werd tijdens de eerste drie edities gehouden langs het Spaarne. Het podium bevond zich toen aan de overkant van de Waag en tegenover Brasserie Tour de France / Ratatouille, tevens droeg het concert toen de naam Spaarneconcert.

De editie van 2019 vond plaats langs en op de kades van de Nieuwe Gracht. Er werd voor deze plek gekozen doordat het geluid op deze plek veel beter tot zijn recht zou komen. Er zal geen directe weerkaatsing van het geluid plaatsvinden, doordat het podium aan de Nieuwe Gracht op de Jansbrug in de lengte van het water ligt. Dit was niet het geval aan het Spaarne waar het geluid aan de overkant direct op een gevel stuitte, en voor een onprettige weerkaatsing zorgde. Sinds de verplaatsing van het concert naar de Nieuwe Gracht in 2019 gaat het concert verder als het Spaarnestadconcert.

## Geschiedenis van Het SpaarneConcert

### 1998
Het eerste SpaarneConcert dateert al van 1998 en werd gehouden op een ponton-podium voor het Hodsonhuis. De aanloop ging gepaard met een incident, waarbij de zware geluidstorens aan de rand van de pontons, de pontons lieten kantelen, waardoor een tiental zgn. Topkasten (geluidsboxen) in het water belandden. Ondanks deze hindernis, maakte deze eerste editie van Het SpaarneConcert grote indruk op publiek en de stad Haarlem.
Ondanks dit enorme succes, bleef het lange tijd stil rondom de organisatie van Het SpaarneConcert. Er werden wel andere concerten georganiseerd, zoals Het Nieuwegrachtconcert en Bakenessegrachtconcert. (organisator Henk Vijn).

### 2012
Veertien jaar na het eerste SpaarneConcert, pakten Ziggy Klaazes, toen presentatrice van Radio Haarlem105 (thans gemeenteraadslid te Haarlem) en Godfried Schölvinck (Mychange management Consultancy) het idee op om het SpaarneConcert nieuw leven in te blazen en zij richtten hiervoor stichting het Spaarneconcert op. De voorbereidingen waren in volle gang voor een nieuwe editie op 7 september 2013. Deze editie heeft helaas nooit plaatsgevonden.
In diverse gelederen van de Haarlemse bevolking en ondernemers bleef het idee leven om een concert aan het Spaarne te organiseren.

### 2015
Het duurde tot 2015, het jaar waarin Cathy Moerdijk (toenmalig eigenaresse van Wijn en Ko) het initiatief nam om alle ondernemers aan Het Spaarne te bewegen tot samenwerking in het algemeen, promotie van Het Spaarne en de organisatie van Het SpaarneConcert in het bijzonder. Eind 2015 resulteerde dit in de oprichting van ondernemersvereniging Haarlem Spaarne Boulevard (HSB). Begin 2016 maakt een groter publiek kennis met HSB, door een actie met krokodillen in het Spaarne. HSB was ook betrokken bij de realisatie van terrassen aan de kade van Het Spaarne tussen de Melkbrug en Gedempte Oude Gracht.

### 2016
Het idee voor Het SpaarneConcert werd steeds concreter, er ontstonden contacten met “Swim to Fight Cancer” en de “Koorbiënnale”. Er werd een HSB evenementencommissie opgericht (Cathy Moerdijk, Nils Ottevanger en Kim Lemmers). Zij realiseerden op zaterdag 7 juli 2016 een “eerste” editie van Het SpaarneConcert. In extreem korte tijd moest er bijzonder veel geregeld worden en al snel werd het besluit genomen een professionele partij in te schakelen (H&L Producties). Er werden meerdere partijen in betrokken, waaronder De Philharmonie, Het Kennemer Jeugd Orkest en De Koorbiënnale. De samenwerking met Swim to Fight Cancer maakte er een Spaarne-weekend van. Op zondag 8 juli was de eerste editie van Swim to Fight Cancer Haarlem een groot succes en er werd  € 126.000,= opgehaald voor de stichting Fight Cancer. HSB heeft vanuit de opbrengsten van Het SpaarneConcert hieraan bijgedragen middels een donatie, organisatie en publiciteit. Mede dankzij vele (ook Haarlemse) artiesten werd het concert een groot succes.

### 2017
Na het succes van deze nieuwe “eerste” editie van Het SpaarneConcert werd speciaal voor de organisatie hiervan, Cultuurstichting Het Spaarne opgericht door:
Nils Ottevanger (Brasserie Tour de France & Nils Ottevanger projectmanagement)
Cathy Moerdijk (Well of Wine & Hotel Villa Restaurant Puur Zee)
Henny Leeflang (H&L Producties)
De nieuwe stichting heeft tot doel, “Het stimuleren van cultureel talent binnen de Haarlemse samenleving, tegen het decor van de, in de oude binnenstad gelegen Spaarne-rivier, met aandacht voor cultureel erfgoed (monumenten)”. De stichting tracht dit doel, onder meer, te bereiken door het organiseren van Het SpaarneConcert, op en/of aan Het Spaarne in Haarlem.”
Cultuurstichting Het Spaarne zocht voor het realiseren van haar doelstellingen, samenwerking met instellingen of initiatieven welke aansluiten bij deze doelstelling. Hieronder vallen de gemeente Haarlem, Haarlem Spaarne Boulevard, eerdergenoemde culturele instellingen en vele andere.
De tweede editie van Het SpaarneConcert vond plaats op zaterdag 1 juli 2017. In de middag was er op de terrassen van verschillende HSB leden een straatmuzikantenwedstrijd. De winnaar hiervan mocht het concert later op de dag openen. Het Lennaert Nijgh tribute kreeg een vaste plaats in de programmering.

### 2018
Het SpaarneConcert speelde, om logistieke redenen, iets zuidelijker afspelen dan de eerdere edities. 
Er werd om de jeugd nog meer podium te bieden een jeugd/middagconcert georganiseerd, met finalisten van Kunstbende en DJ Future.
In het avondprogramma is plaats gemaakt voor het Kennemer Jeugd Orkest met zijn 51 deelnemers, het Lennaert Nijgh tribute en een swingende afsluiting met de USB (Utrechtse Studenten Big Band) 

## Programmering

### 2018
Het programma van 2018 zag er als volgt uit.
| Programma      | Duur          | Artiesen/optredens                                  |
| -------------- | ------------- | --------------------------------------------------- |
| MiddagConcert  | 16:00 - 18:00 | New Harlem Deluxe                                   |
| SpaarneConcert | 20:00 - 23:00 | Frommermann, Kennemer Jeugd Orkest en Michael Prins |

### 2019
De programmering van de editie uit 2019 besloeg had het volgende programma:
| Programma      | Duur          | Artiesen/optredens |
| -------------- | ------------- | --- |
| Voorprogramma  | 19:00 - 20:15 | finalisten van Het Interscholair Toernooi (HIT), en singer-songwriter Lucas Rens, finalist van landelijke wedstrijd Kusntbende                                                                   |
| Hoofdprogramma | 20:30 - 23:00 | met onder andere jeugdbigband New Harlem Deluxe, het Kennemer Jeugd Orkest en een tribute van Astrid Nijgh aan Lennaert Nijgh en Boudewijn de Groot, waarna Roel van Velzen het concert afsloot. |